# Nguyễn Hồng Sến
Nguyễn Hồng Sến (5 tháng 1 năm 1933 – 21 tháng 1 năm 1995) là một đạo diễn điện ảnh người Việt Nam, nổi tiếng với các phim về đề tài chiến tranh. Ông từng đảm nhiệm chức vụ phó tổng thư ký Hội điện ảnh Việt Nam, Giám đốc Xưởng Phim truyện Xí nghiệp phim tổng hợp thành phố Hồ Chí Minh và đại biểu Quốc hội Việt Nam khóa VII. Ông được nhà nước Việt Nam phong tặng danh hiệu Nghệ sĩ nhân dân vào năm 1984 và truy tặng Giải thưởng Hồ Chí Minh về Văn học Nghệ thuật vào năm 1996.

## Tiểu sử
Hồng Sến sinh năm 1933, tại Mộc Hóa, tỉnh Long An. Sau năm 1954, ông tập kết ra miền Bắc Việt Nam, theo học lớp quay phim đầu tiên của Trường Điện ảnh Việt Nam. Bộ phim đầu tiên mà ông quay là phim tài liệu Nước về Bắc Hưng Hải đã đoạt Huy chương vàng tại Liên hoan phim quốc tế Moskva năm 1959. Ông còn tiếp tục quay một số phim khác như Lửa trung tuyến, Kim Đồng... trước khi trở lại miền Nam Việt Nam vào năm 1964. Sau một số bộ phim phóng sự chiến trường quay chung với nhiều người khác, Hồng Sến làm đạo diễn phim tài liệu Đường ra phía trước (ký tên Hồng Chi) nói về hoạt động của một đoàn dân công vận tải phục vụ chiến trường ở vùng Đồng Tháp Mười. Bộ phim này đã đoạt Huy chương vàng tại Liên hoan phim quốc tế Moskva 1969 và giải Bông sen vàng tại Liên hoan phim Việt Nam 1973. Sau năm 1975, ông có một khoảng thời gian ngắn thực tập tại Bulgaria và Cộng hòa Dân chủ Đức rồi trở về Việt Nam làm đạo diễn bộ phim truyện đầu tay Mùa gió chướng. Phim đã được nhận giải Bông sen bạc tại Liên hoan phim Việt Nam 1980. Cũng tại Liên hoan phim này, bộ phim thứ hai của Hồng Sến kể về cuộc sống gian nan của một cặp vợ chồng cùng đứa con nhỏ ở vùng Đồng Tháp Mười trong thời gian chiến tranh Việt Nam mang tên Cánh đồng hoang đã nhận giải Bông sen vàng. Năm 1981, bộ phim này đã đoạt Huy chương vàng tại Liên hoan phim quốc tế Moskva. Theo báo Nhân dân, với hai bộ phim Mùa gió chướng và Cánh đồng hoang, "Hồng Sến đã trở thành một trong những đạo diễn phim truyện hàng đầu của Việt Nam". Ông được phong danh hiệu Nghệ sĩ Nhân dân năm 1984. Năm 1995, ông qua đời vì bệnh hiểm nghèo.
Ông được truy tặng Giải thưởng Hồ Chí Minh (đợt 1) năm 1996 và là cá nhân đầu tiên của ngành Điện ảnh nhận được giải thưởng này.

## Gia đình
Hồng Sến có người vợ đầu là diễn viên Kim Chi, cùng nhau có hai con. Cô con gái lớn là thần đồng điện ảnh Mai Phương. Sau khi hai người chia tay, ông lấy diễn viên Thúy An, cũng cùng có với bà một người con gái. Ông cũng có một con trai tên là Nguyễn Hồng Chi cũng là một đạo diễn. Bên cạnh đó, ông còn có một người cháu ngoại tên Thùy Dương (nghệ danh Yu Dương), theo nghiệp diễn viên.

## Vinh danh

### Vinh danh
- Năm 2021, Viện phim Quốc gia và đạo diễn Hải Ninh ra mắt cuốn sách Đạo diễn Hồng Sến con người và tác phẩm[3]

### Giải thưởng
- Kim Đồng - Giải Quay phim xuất sắc LHP Quốc tế ở Jakarta năm 1964 (và 01 giải dành cho bộ phim)
- Cánh đồng hoang: Giải thưởng LHP Quốc tế Moskva năm 1980 (dành cho bộ phim)
- Đường ra phía trước: Giải Vàng tại LHP Quốc tế Moskva năm 1973 (dành cho bộ phim)

## Những phim thực hiện

### Điện ảnh
- Lửa trung tuyến (1961)
- Kim Đồng (1964)
- Mùa gió chướng (1978)
- Cánh đồng hoang (1979)
- Hòn Đất (1983)
- Điệp khúc hi vọng (1989)
- Chiến trường chia nửa vầng trăng (1990)
- Vĩnh biệt tình anh (1995)